# Atles (mitologia)
Segons la mitologia grega, Atles, Atlas o Atlant (grec antic: Ἄτλας) va ser un tità que, per tant, pertany a la generació anterior a la dels Olímpics. Segons Hesíode era fill de Jàpet i de Clímene, mentre que segons Apol·lodor era germà de Prometeu i Epimeteu, i la seva mare era Àsia; a més, hi ha tradicions que el fan fill d'Urà, i per tant, germà de Cronos. Hesíode diu que va participar com a líder dels titans en la Gigantomàquia i que Zeus li va imposar el càstig de portar el cel i la terra damunt les espatlles. El mateix Hesíode situa el lloc on vivia a l'extrem occidental del país de les Hespèrides, però de vegades es diu que vivia «entre els hiperboris».
Més endavant, la idea d'Atles es va modificar i hom el va considerar un home convertit en muntanya. S'explica que quan Perseu tornava de matar la Gorgona, va transformar Atlas en muntanya en ensenyar-li el cap de Medusa. El seu nom fou donat a serralades de la Mauritània Tingitana, ara Marroc, on hi ha la serralada de l'Atles, i a altres d'Itàlia, de l'Arcàdia, i del Caucas.
Hi ha tradicions tardanes que consideren Atles un astrònom que va ensenyar als homes les lleis del cel, i per això va ser divinitzat.
Hi ha un altre Atles epònim de l'Atlàntida, fill de Posidó i de Clito, que, segons la tradició, va ser rei d'aquell continent desaparegut.

## Etimologia
L'etimologia del nom d'Atles és incerta. A Virgili li va agradar traduir etimologies de noms grecs combinant-les amb adjectius que els explicaven: per a Atles el seu adjectiu és durus, "dur, perdurable", que va suggerir a George Doig que Virgili era conscient del grec τλῆναι "aguantar"; Doig ofereix la possibilitat addicional que Virgili fos conscient de l'observació d'Estrabó que el nom natiu del nord d'Àfrica per a aquesta muntanya era Douris. Com que les muntanyes d'Atles s'aixequen a la regió habitada per berbers, s'ha suggerit que el nom podria prendre's del amazic, concretament de la paraula ádrār' muntanya'.
Els lingüistes històrics tradicionalment consideraven l'etimologia de la paraula grega antiga Ἄτλας (genitiu: Ἄτλαντος) com a forma copulativa α- i l'arrel protoindoeuropea *telh₂ - 'com mantenir, recolzar' (d'on també ve τλῆναι), i que més tard es va transformar en un lexema nt. Tanmateix, Robert S. P. Beekes argumenta que no es pot esperar que aquest antic Tità porti un nom indoeuropeu, i que la paraula sigui d'origen prehelènic, i aquestes paraules sovint acaben en -ant.

## Mitologia

### Guerra i càstig
Atles i el seu germà Meneci van fer costat als Titans en la seva guerra contra els Olímpics, la Titanomàquia. Quan els titans van ser derrotats, molts d'ells (inclòs Meneci) van ser confinats al Tàrtar, però Zeus va condemnar Atles a posar-se a la vora occidental de la terra i sostenir el cel sobre les seves espatlles.
Una concepció errònia comú avui és que Atlas es va veure obligat a subjectar la Terra sobre les seves espatlles, però l'art clàssic mostra a Atlas sostenint les esferes celestes, no el globus terraqüi; la solidesa del globus terraqüi de marbre suportat pel famós Atles Farnese pot haver ajudat a la combinació, reforçada al segle segle xvi per l'ús en desenvolupament d'atles per descriure un corpus de mapes terrestres.

### Trobada amb Perseu
El poeta grec Poliïdos c. 398 aC explica una història d'Atles, aleshores un pastor, que es va trobar amb Perseu que el va convertir en pedra. Més tard Ovidi fa un relat més detallat de l'incident, combinant-lo amb el mite d'Hèracles. En aquest relat, Atlas no és un pastor, sinó un rei. Segons Ovidi, Perseu arriba al Regne d'Atles i demana refugi, declarant que és fill de Zeus. Atles, tement d'una profecia que advertia que un fill de Zeus robaria les seves pomes d'or del seu hort, rebutja l'hospitalitat de Perseu. En aquest relat, Atles no només és convertit en pedra per Perseu, sinó en tota la serralada: el cap d'Atles el cim, les seves espatlles carenes i els seus cabells boscosos. La profecia no es relacionava amb Perseu robant les pomes d'or sinó amb Hèracles, un altre fill de Zeus, i besnét de Perseu.

### Trobada amb Hèracles

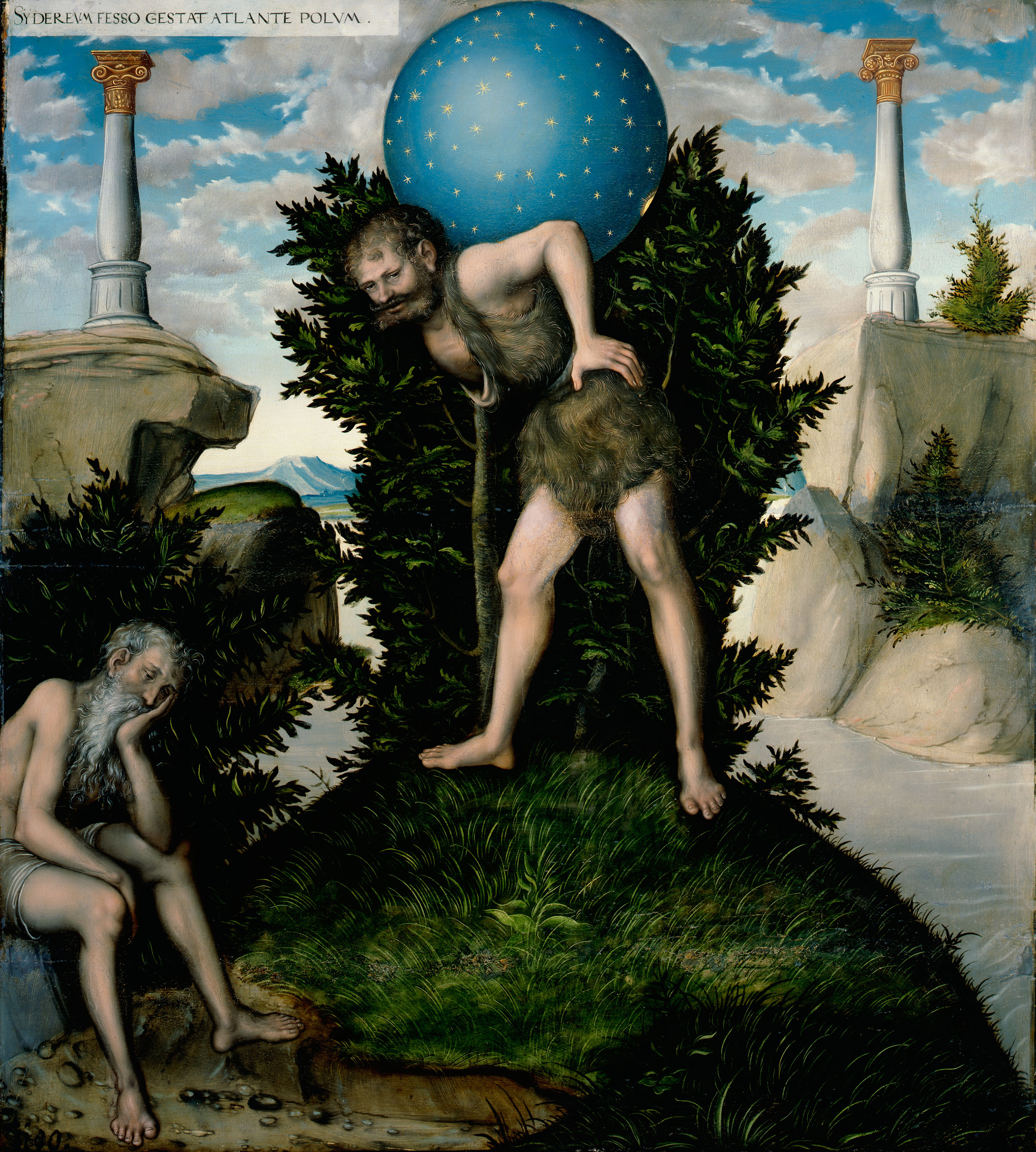
Atles i Hèrcules

Un dels dotze treballs de l'heroi Hèracles va ser anar a buscar algunes de les pomes d'or que creixen al jardí d'Hera, cuidats per les reputades filles d'Atles, les Hespèrides (que també eren anomenades Atlàntides), i custodiades pel drac Ladó. Hèracles va anar a trobar Atles i es va oferir a sostenir el cel mentre Atles obtenia les pomes de les seves filles.
Al seu retorn amb les pomes, però, Atles va intentar enganyar Hèracles perquè s'encarregués del cel de manera permanent oferint-se a lliurar les pomes ell mateix, ja que qualsevol que intencionadament agafés la càrrega l'havia de portar per sempre, o fins que algú altre se l'emportés. Hèracles, sospitant que Atles no tenia intenció de tornar, va fingir acceptar l'oferta d'Atles, demanant només que Atles tornés a agafar el cel durant uns minuts perquè Hèracles pogués reorganitzar la seva capa com un encoixinat a les espatlles. Quan Atles va deixar les pomes i va tornar a agafar el cel sobre les seves espatlles, Hèracles va agafar les pomes i va fugir.
En algunes versions, Hèracles, en canvi, va construir les dos grans Columnes d'Hèrcules per mantenir el cel allunyat de la terra, alliberant Atles tal com va alliberar Prometeu.

### Variacions

#### Rei de l'Atlàntida
Segons Plató, el primer rei de l'Atlàntida també va ser anomenat Atles, però aquest Atles era fill de Posidó i la dona mortal Cleito. Els treballs d'Eusebi de Cesarea i Diodor de Sicília també donen un relat atlant d'Atles. En aquests relats, el pare d'Atles era Urà i la seva mare era Gea. El seu avi era Elium «Rei de Fenícia» que vivia a Biblos amb la seva dona Beruth. Atles va ser criat per la seva germana, Basilea.

#### Rei de Mauretània
Atlas també va ser un rei llegendari de Mauritània, la terra dels Maures a l'antiguitat que es correspon aproximadament amb el nord del Marroc modern. Al segle segle xvi, Gerardus Mercator va reunir la primera col·lecció de mapes que es va anomenar «Atles» i va dedicar el seu llibre al «Rei de Mauritània».
Amb el temps, Atlas es va associar amb el nord-oest d'Àfrica. Havia estat connectat amb les Hespèrides que guardaven les pomes d'or, i les Gorgones que es deia que vivien més enllà de l'oceà, a l'extrem oest del món. des de la Teogonia d'Hesíode. Diodor i Palèfat esmenten que les Gorgones vivien a les Gòrgades, illes del Mar d'Etiòpia. L'illa principal es deia Cerna, i s'han avançat arguments actuals que aquestes illes podrien correspondre a Cap Verd a causa de l'exploració dels fenicis. La regió del nord-oest d'Àfrica va sorgir com la casa canònica del rei a través de fonts independents. En particular, segons Ovidi, després que Perseu convertís Atles en una serralada, sobrevola Etiòpia, la sang del cap de Medusa donant lloc a serps líbies. En l'època de l'Imperi Romà, l'hàbit d'associar la llar d'Atles a una cadena de muntanyes, la serralada de l'Atles, que estava prop de Mauritània i Numídia, estava fermament arrelat.

#### Altres
El nom identificatiu Aril està inscrit en dos elements de bronze etrusc del segle segle v aC: un mirall de Volci i un anell d'un lloc desconegut. Tots dos objectes representen la trobada amb l'Atles de Hercle—l'etrusc Hèracles—identificat per la inscripció; representen casos rars en què una figura de la mitologia grega va ser importada a la mitologia etrusca, però el nom no ho era. El nom etrusc Aril és etimològicament independent.

## Fills
Diverses fonts descriuen Atles com a pare de nombrosos fills, principalment filles, tinguts amb diverses deesses. Alguns d'aquests són assignats conflictivament o solapant identitats o parentius, segons les fonts:
Amb Hesperis:
- les Hespèrides[27]

Amb Plèione (o Etra):
- les Híades[29]
- un fill, Hiant[29]
- les Plèiades[30]

Amb altres deesses no especificades:
- Calipso[31]
- Dione[32]
- Mera[33]

## Galeria

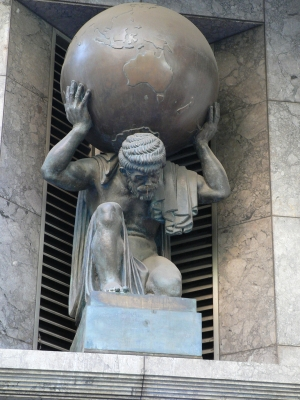
Atlas dona suport al globus terrestre en un edifici de Collins Street, Melbourne, Austràlia.
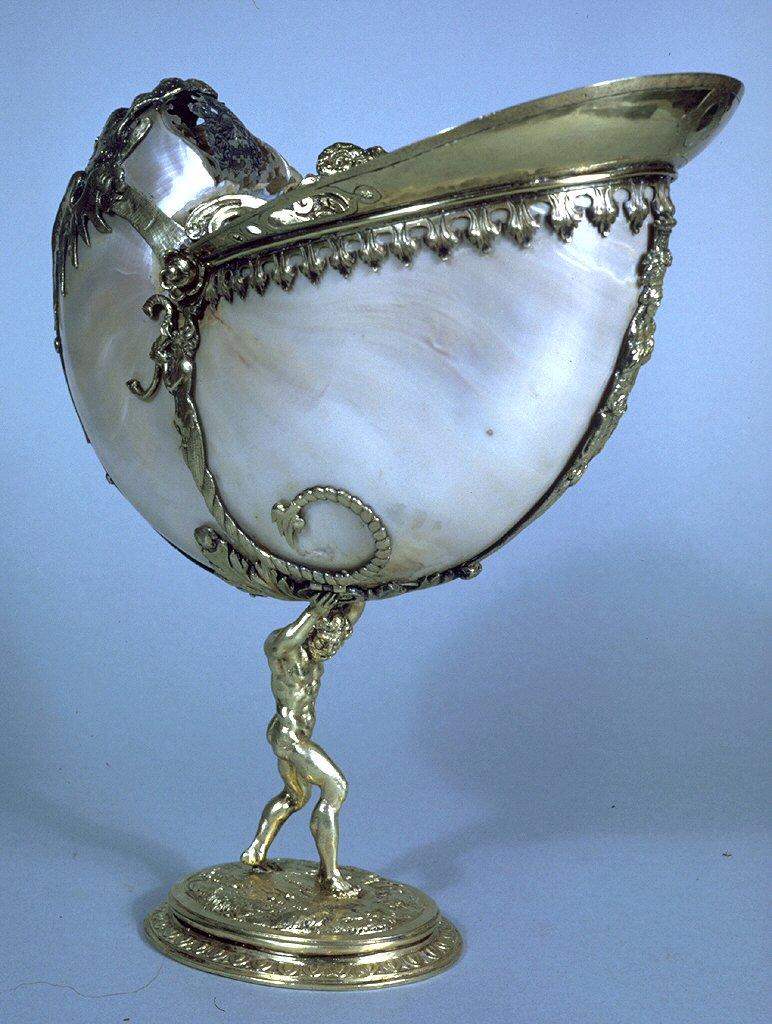
Nautilus Cup. Aquesta copa, per a les festes de la cort, representa a Atlas sostenint la closca a l'esquena.[34] The Walters Art Museum
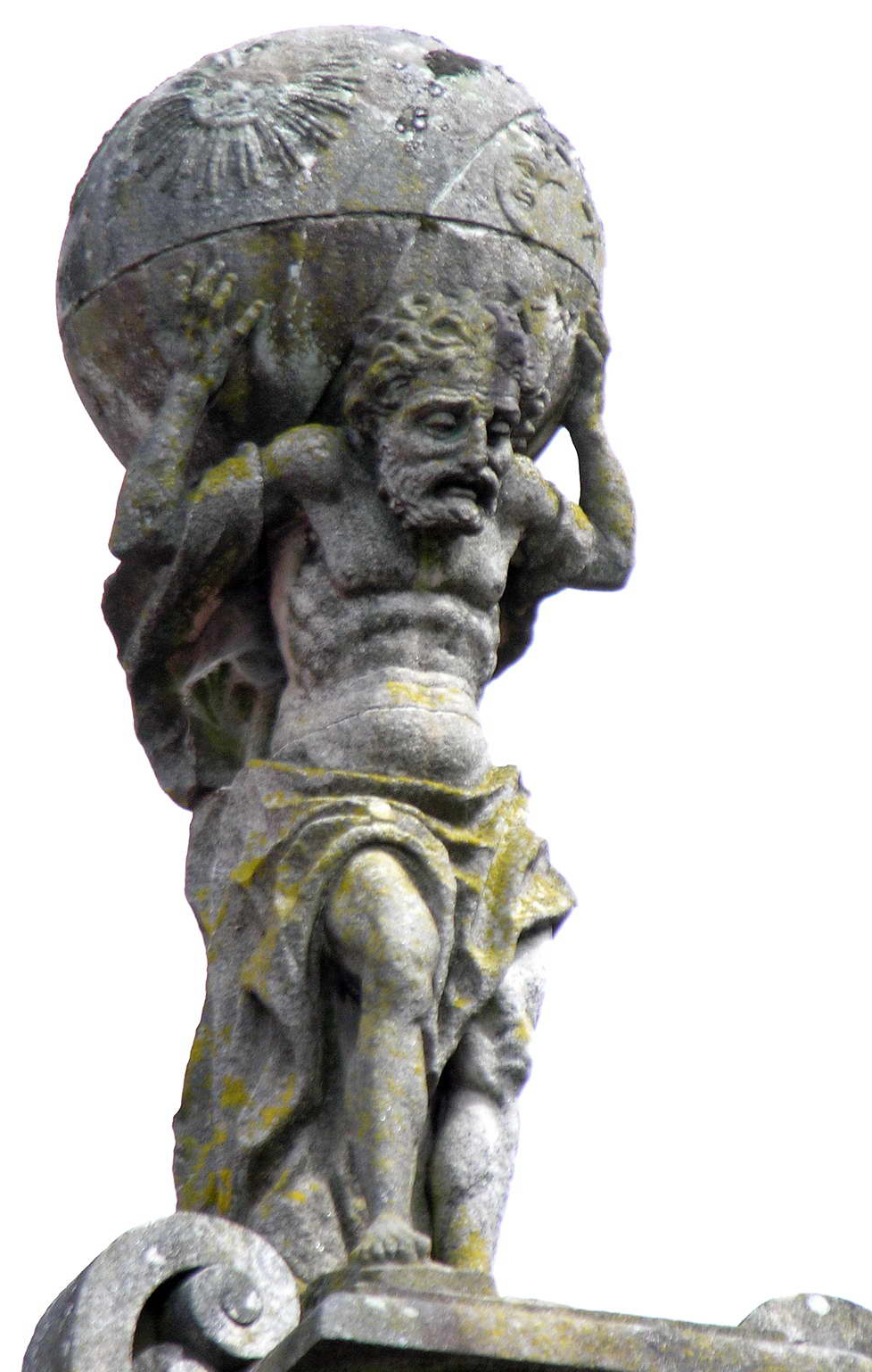
Escultura d'Atles, Praza do Toural, Santiago de Compostela
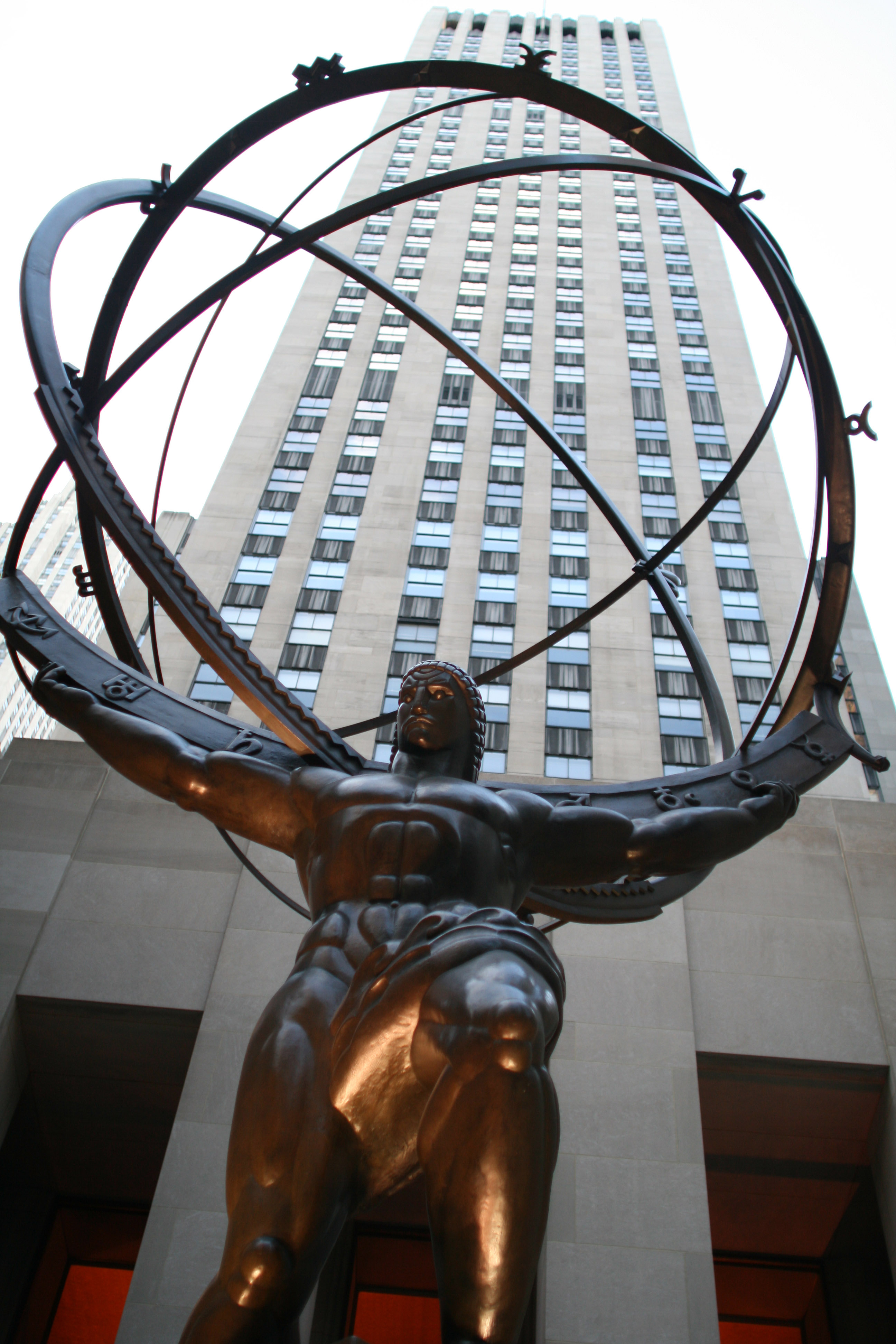
Estàtua d'Atles de bronze de Lee Lawrie al Rockefeller Center, Nova York
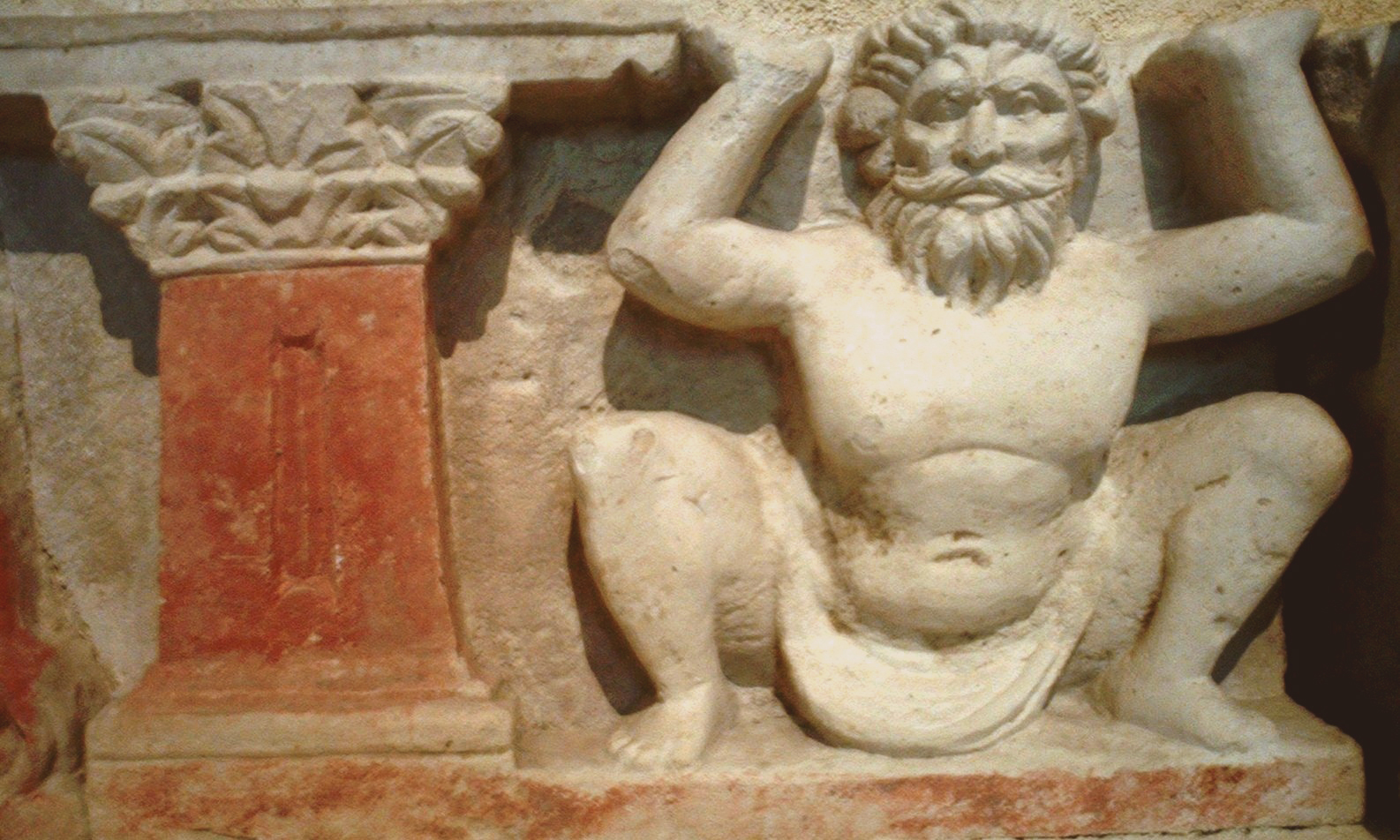
Atles grecobudista (c. AD 100), donant suport a un monument budista, Hadda, Afganistan
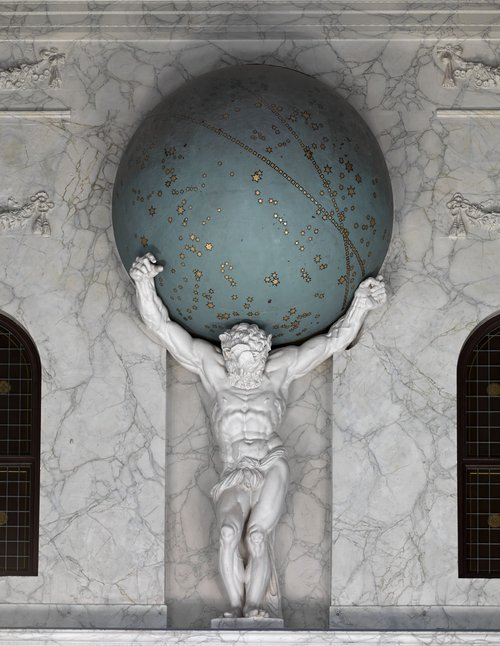
Atles en el Paleis op de Dam, Amsterdam, Països Baixos

## Influència cultural
L'associació cultural més coneguda d'Atles es troba a cartografia. El primer editor que va associar el Tità Atles amb un grup de mapes va ser el venedor d'impremtes Antonio Lafreri, a la portada gravada que va aplicar als seus conjunts de mapes ad hoc, Tavole Moderne Di Geografia De La Maggior Parte Del Mondo Di Diversi Autori (1572); però no va utilitzar la paraula "Atles" en el títol de la seva obra, una innovació de Gerardus Mercator, que va dedicar el seu "atles" específicament a honorar el Tità Atles, rei de Mauritània, un filòsof, matemàtic i astrònom dotat. En psicologia, Atles s'utilitza metafòricament per descriure la personalitat d'algú la infantesa de la qual es va caracteritzar per responsabilitats excessives.